# 館田晶子
館田 晶子（たてだ あきこ、1968年-　）は、日本の法学者。憲法学者。北海学園大学法学部教授。博士（法学）（北海道大学）。専門は憲法学、フランス憲法。特に憲法学の視点から国籍について研究。北海道出身。

## 略歴
- 旭川東高校卒業[1]
- 1991年 - 小樽商科大学商学部卒業
- 2000年 - 日本学術振興会特別研究員（ - 2002年）
- 2001年 - 北海道大学大学院法学研究科博士課程公法専攻修了（指導教授:高見勝利） 北海道大学 博士（法学）、学位論文の題は「フランスにおける外国人の人権論の諸相 : 憲法上の権利と国籍」[2]。
- 2002年 - 跡見学園女子大学マネジメント学部専任講師
- 2006年 - 跡見学園女子大学マネジメント学部助教授
- 2007年 - 跡見学園女子大学マネジメント学部准教授
- 2012年 - 専修大学法学部准教授
- 2014年 - 北海学園大学法学部教授
- 2023年 - 北海学園大学法学部長[3]。

## 業績
- 奥田安弘と共著『1997年のヨーロッパ国籍条約』（北大法学論集 50巻5号、2000年）
- 岡田信弘編著『憲法のエチュード』（八千代出版、2004年初版・2012年第3版）
- 『フランスにおける国籍制度と国民概念(1)』（北大法学論集 55巻4号、2004年）
- 『フランスにおける国籍制度と国民概念(2・3)』（北大法学論集 56巻5号・57巻4号、2006年）
- 松井幸夫・永田秀樹編『憲法教室』（法律文化社、2012年）